# Ocotea fragrantissima
Ocotea fragrantissima là loài thực vật có hoa trong họ Nguyệt quế. Loài này được Ducke miêu tả khoa học đầu tiên năm 1940.